# Nové Město na Moravě
Nové Město na Moravěⓘ (niem. Neustadtl in Mähren) − miasto w Czechach, w kraju Wysoczyna.
Według danych z 1 stycznia 2012 roku powierzchnia miasta wynosiła 6 113 ha, a liczba jego mieszkańców 10 247 osób.
W mieście jest stacja kolejowa Nové Město na Moravě.

## Sport
- Miasto organizowało zawody Tour de Ski w biegach narciarskich.
- W 2008 roku odbyły się Mistrzostwa Europy w biathlonie.
- W 2011 roku odbyły się Mistrzostwa Świata Juniorów w Biathlonie.
- W 2013 roku odbyły się Mistrzostwa Świata w biathlonie.
- W 2016 roku odbyły się Mistrzostwa Świata w kolarstwie górskim[1]
- W 2024 roku odbyły się kolejne Mistrzostwa świata w biathlonie.

Na obrzeżach miasta znajduje się ośrodek narciarski Ski Harusák z wyciągiem krzesełkowym, wypożyczalnią sprzętu i bufetem.
W Nowym Mieście urodził się Radek Jaroš, czeski alpinista, zdobywca Korony Himalajów i autor książek o tematyce wspinaczkowej.

## Demografia
| Rok             | 1970  | 1980  | 1991   | 2001   | 2003   | 2006   |
| --------------- | ----- | ----- | ------ | ------ | ------ | ------ |
| Liczba ludności | 8 196 | 9 730 | 10 426 | 10 471 | 10 537 | 10 557 |

Źródło: Czeski Urząd Statystyczny